# Стрілецька культура
Стріле́цька культу́ра, або Косте́нківсько-Стріле́цька культу́ра — археологічна культура пізнього палеоліту з сильними рисами мустьє Середнього палеоліту.

## Доба
Науково датована (можливо 36 000) 32 000–30 000 (відомі пізні прояви до 23 000) роками до Р. Х.. Тривала під час інтерстадиалу Хенгело. Анічков пов'язує час культури з кашинським інтерстадіалом.
Костенко-Стрілецька культура вважається найдавнішою в цьому районі Східної Європи (і першою в районі Подоння (Костенки)). Співіснувала з місцевою Костенківсько-спіцинською культурою. Змінюється Тельманською культурою.

## Поширення
Сточища Дона, Десни і Дніпра. Культура сягала на півдні Бирючої Балки-2 в долині Сіверського Дінця, на півночі — Сунгирь на Клязьмі біля Владимира, можливо, Гарчі в Приураллі.

## Генеза
Після періоду мустьє на територію сьогоденних України й південної Росії в результаті міграції у 40000 році до Р. Х. в Європу з Леванту просунувся народ Амудійської культури. В результаті матеріальна культура й, ймовірно, населення краю змінилися. Носії культури з'явились тут в результаті міграції з півдня, з району аккайської культури Криму, безпосередньо генетично подібній костенківсько-стрілецькій культурі. Тільки у аккайській культурі простежується подібність цілого ряду форм знарядь: трикутні наконечники з увігнутою підставою, листоподібні наконечники з округлою підставою, підтрикутні шкрябання, кутасті скребла. Технологічні характеристики кримських і костьонківсько-стрілецьких індустрій різні.
Дністровсько-Прутське межиріччя було районом, що, навпроти, зазнав певний вплив подібних мустьєрських традицій, але в іншій трансформації.
Взагалі, походження культури зв'язують із просуванням населення з Наддністрянщини — Кубані до Середнього Подоння й Пооччя.
Багато дослідників пов'язують стрілецьку культури з кримським микоком, хоча деякі дослідники (Маркс, Чабай), ґрунтуючись на результатах недавніх робіт у Буран-Каї-3, останню гіпотезу категорично відкидають.

### Перший етап
Відносяться пам'ятники Костенки-12, шар ІІІ й Стрілецька-2. Характерні леваллуазька техніка й листоподібні двостороні оброблені знаряддя з вигнутою або опуклою підставою.

### Другий етап
Відносяться стоянки, що лежать вище попелу — Костенки-1, шар V; Костенки-2, шар V; Костенки-12, шар 1а, а також стоянку Сунгирь під Владимиром.
Пізднемустьєрська стоянка Бетове на Десні близька по інвентарю до Костенківсько-стрілецької культурі ранньої пори верхнього палеоліту, характерної для Подоння і, пізніше, Пооччя. Знайдена Л. М. Тарасовим у Бетове знахідка характерного для цієї спільності трикутного наконечника з увігнутою підставою. Можна припустити, що костенківсько-стрілецька культура формувалася на основі саме деснянського мустьє.

## Пам'ятки культури
Костенки-12 (ІІІ шар)–6, Хотильове, Бірюча Балка-2 в долині Сіверського Дінця, Бетове в долині Десни і (можливо) Костенки-1 (V шар).
| Атерійський наконечник | Це незавершена стаття з археології. Ви можете допомогти проєкту, виправивши або дописавши її. |